# Episodi di Aikatsu on Parade!

Le protagoniste, Aine, Raki, Mio, Akari, Ichigo e Yume, e il logo originale della serie

Lista degli episodi di Aikatsu on Parade!,  anime di due stagioni; la prima è andata in onda in Giappone su TV Tokyo dal 5 ottobre 2019 al 28 marzo 2020, mentre la seconda, col sottotitolo Dream Story (ドリームストーリー?), sul canale YouTube ufficiale della serie dal 28 marzo all'11 luglio 2020.
Le sigle originali sono cantate dal gruppo idol "BEST FRIENDS!" e sono per l'apertura Kimi no Entrance (君のＥｎｔｒａｎｃｅ?) (ep. 1-25), mentre per la chiusura Idol katsudō! On Parade! ver. (アイドル活動！オンパレード！ｖｅｒ.?) (ep. 1, 3, 6, 10, 13, 16, 18, 21-22, 25), So Beautiful Story (ep. 2), Good morning my dream (ep. 4), Tutu Ballerina (チュチュ・バレリーナ?) (ep. 5), Calendar Girl (カレンダーガール?) (ep. 7), Original Star☆彡 (オリジナルスター☆彡?) (ep. 8), Precious (ep. 9), Alice blue no kiss ~Another Color~ (アリスブルーのキス ～Ａｎｏｔｈｅｒ Ｃｏｌｏｒ～?) (ep. 11), lucky train (ep. 12), Pride (プライド?) (ep. 14), Hirari/Hitori/Kirari (ヒラリ／ヒトリ／キラリ?) (ep. 15), Mori no hikari no pirouette (森のひかりのピルエット?) (ep. 17), Be Star (ep. 19), Bon Bon Voyage! (ep. 20), episode Solo (ep. 23) e Believe it (ep. 24).

## Lista episodi

### Prima stagione
Gli episodi sono stati raccolti in due Blu-ray box dal 2 aprile al 5 agosto 2020.
| Nº | Titolo italiano (traduzione letterale) Giapponese 「Kanji」 - Rōmaji                                        | In onda          | In onda |
| Nº | Titolo italiano (traduzione letterale) Giapponese 「Kanji」 - Rōmaji                                        | Giapponese       |         |
| 1  | Apriamola! La porta dell'Aikatsu! 「あけちゃお！アイカツ！のトビラ」 - Akechao! Aikatsu! no tobira          | 5 ottobre 2019   |         |
| 2  | Emozionante ispirazione 「ワクワクインスピレーション」 - Wakuwaku insupirēshon                              | 12 ottobre 2019  |         |
| 3  | La sirena inaspettata 「マーメイドはとつぜんに」 - Māmeido wa totsuzen ni                                   | 19 ottobre 2019  |         |
| 4  | Sentiamolo! Il vento appassionato 「感じちゃお！アツい風」 - Kanjichao! Atsui kaze                          | 26 ottobre 2019  |         |
| 5  | Lucky☆Halloween 「ラッキー☆ハロウィン」 - Rakkī☆Harowin                                                     | 2 novembre 2019  |         |
| 6  | Quattro stelle splendenti 「キラめく四つ星」 - Kirameku Yotsuboshi                                          | 9 novembre 2019  |         |
| 7  | I tre soli splendenti 「かがやく三つの太陽」 - Kagayaku Mittsu no Taiyō                                     | 16 novembre 2019 |         |
| 8  | Creiamolo! Lucky Dress 「作っちゃお！ラッキードレス」 - Tsukutchao! Rakkī doresu                            | 23 novembre 2019 |         |
| 9  | Cavalchiamola! Big Wave 「乗っちゃお！ビッグウェーブ」 - Notchao! Biggu Uēbu                                | 30 novembre 2019 |         |
| 10 | Aikatsu! Top Gun! 「アイカツ！トップガン！」 - Aikatsu! Toppu Gan!                                          | 7 dicembre 2019  |         |
| 11 | Ciao☆ New World! 「ちゃお☆ニューワールド！」 - Chao☆ Nyū Wārudo!                                            | 14 dicembre 2019 |         |
| 12 | HappyLucky☆Christmas 「ハピラキ☆クリスマス」 - Hapiraki☆Kurisumasu                                          | 21 dicembre 2019 |         |
| 13 | Raki e il vestito alato 「らきとツバサのドレス」 - Raki to tsubasa no doresu                                | 28 dicembre 2019 |         |
| 14 | Smile♪ Nyanber One 「スマイル♪ にゃんばーワン」 - Sumairu♪ Nyanbā Wan                                       | 11 gennaio 2020  |         |
| 15 | Powa☆Fuwa♪ Dreamin' 「ぽわ☆フワ♪ ドリーミン」 - Powa☆Fuwa♪ Dorīmin                                          | 18 gennaio 2020  |         |
| 16 | Raki di splendore 「輝きのらき」 - Kagayaki no Raki                                                         | 25 gennaio 2020  |         |
| 17 | Gothic☆Wars 「ゴシック☆ウォーズ」 - Gosshiku☆Wōzu                                                           | 1º febbraio 2020 |         |
| 18 | Il tuo ingresso 「君のエントランス」 - Kimi no entoransu                                                    | 8 febbraio 2020  |         |
| 19 | Danzanti♪ Valentine Sweets 「踊る♪ バレンタインスイーツ」 - Odoru♪ Barentain Suītsu                         | 15 febbraio 2020 |         |
| 20 | Brillate☆ Idol locali 「輝け☆ ご当地アイドル」 - Kagayake☆ Gotōji aidoru                                    | 22 febbraio 2020 |         |
| 21 | Corri! Aikatsu! Grande fest sportivo! 「走れ！アイカツ！大運動フェス！」 - Hashire! Aikatsu! Dai undō fesu! | 29 febbraio 2020 |         |
| 22 | Tutte riunite! On Parade! 「全員集合！オンパレード！」 - Zen'in shūgō! On Parēdo!                           | 7 marzo 2020     |         |
| 23 | Stars! On Parade! 「スターズ！オンパレード！」 - Sutāzu! On Parēdo!                                         | 14 marzo 2020    |         |
| 24 | Amiche! On Parade! 「ともだち！オンパレード！」 - Tomodachi! On Parēdo!                                     | 21 marzo 2020    |         |
| 25 | Verso un futuro brillante 「光る未来へ」 - Hikaru mirai e                                                   | 28 marzo 2020    |         |

### Seconda stagione
| Nº     | Titolo italiano (traduzione letterale) Giapponese 「Kanji」 - Rōmaji                                                                            | In onda        | In onda |
| Nº     | Titolo italiano (traduzione letterale) Giapponese 「Kanji」 - Rōmaji                                                                            | Giapponese     |         |
| 1 (26) | Noeru Dream - prima parte 「ノエルドリーム 前編」 - Noeru Dorīmu zenpen                                                                         | 28 marzo 2020  |         |
| 2 (27) | Noeru Dream - seconda parte 「ノエルドリーム 後編」 - Noeru Dorīmu kōhen                                                                        | 11 aprile 2020 |         |
| 3 (28) | Si alza il sipario! Dream School Grand Prix - prima parte 「開幕！ドリームスクールグランプリ 前編」 - Kaimaku! Dorīmu Sukūru Guran Puri zenpen  | 2 maggio 2020  |         |
| 4 (29) | Si alza il sipario! Dream School Grand Prix - seconda parte 「開幕！ドリームスクールグランプリ 後編」 - Kaimaku! Dorīmu Sukūru Guran Puri kōhen | 30 maggio 2020 |         |
| 5 (30) | Stage fiorito - prima parte 「花咲くステージ 前編」 - Hanasaku sutēji zenpen                                                                    | 11 luglio 2020 |         |
| 6 (31) | Stage fiorito - seconda parte 「花咲くステージ 後編」 - Hanasaku sutēji kōhen                                                                   | 11 luglio 2020 |         |